# La Grande Charte de La Châtre
La Grande Charte de La Châtre de 1463 est le relevé d'une transaction entre Guy III de Chauvigny, seigneur de Châteauroux et de La Châtre, et les bourgeois de la ville de La Châtre. Elle règle des litiges concernant les taxes et impôts et la juridiction, et affranchit les bourgeois du paiement d'une taxe appelée la taxe aux quatre cas.
La Grande Charte fait suite à une première charte, datant de 1217, qui exemptait les habitants de l'impôt de la taille mais exigeait d'eux une nouvelle contribution.
La Grande Charte, aujourd'hui déposée aux archives départementales, a été longtemps conservée à La Châtre car elle constituait un acte historique fondateur pour la ville et ses habitants. On peut d'ailleurs y lire une liste de près de 250 noms de familles établies à l'époque à La Châtre,,.

## Historique

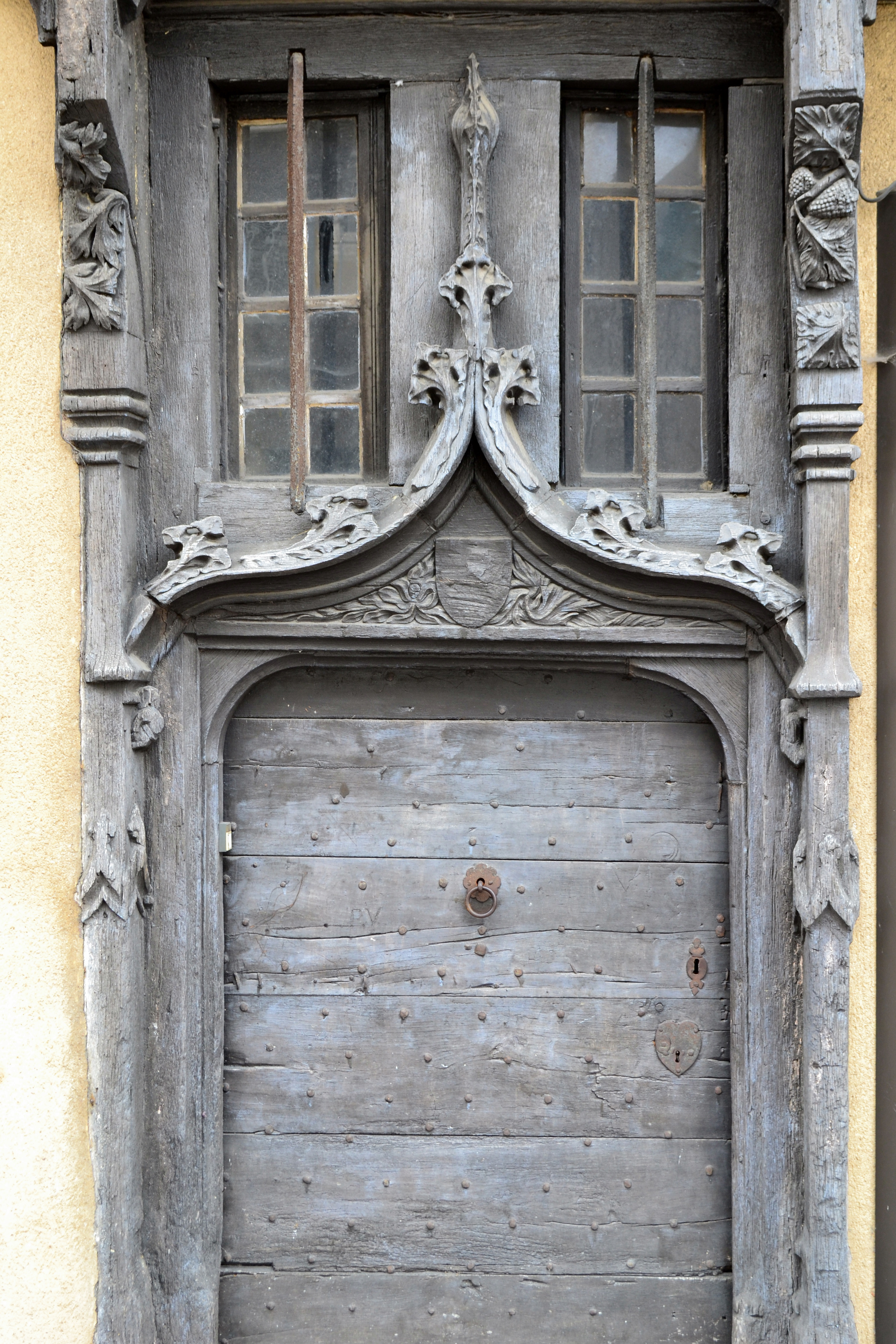
Porte de style gothique à La Châtre.

### La première charte
Une première charte, datant de 1217, octroyée aux habitants de La Châtre par Guillaume Ier de Chauvigny, décharge les habitants de l'impôt de la taille mais leur impose un droit de bourgeoisie d'un montant de 10 sols tournois et d'une géline (une géline est une poule) qu'ils doivent payer, chaque année, à Noël. La charte est perdue mais ce droit de bourgeoisie perdure jusqu'au différend qui est à l'origine de la nouvelle charte.

### La taxe aux quatre cas
Guy III de Chauvigny, seigneur de Châteauroux est, à ce titre, souverain de La Châtre. Selon la loi de la maison de Déols, il doit équiper les membres de sa famille, c'est-à-dire apanager son frère et doter ses sœurs. On lui connaît en effet trois sœurs : Marguerite, l'aînée, Catherine et Blanche. Il a également deux filles, Anne et Antoinette, et un fils : François, vicomte de Brosse.
Pour réunir l'argent nécessaire à la constitution des dots de ses filles et sœurs, Guy III fait appel à ses sujets, en faisant référence à une règle qui est la taxe aux quatre cas. Ces cas sont les suivants :
1. lorsque le seigneur marie ses filles ou sœurs,
2. quand il est fait chevalier,
3. quand il part en guerre contre les ennemis de la foi,
4. et quand ledit seigneur est fait prisonnier, pour payer la rançon.

À chaque mariage, les sujets de La Châtre contribuent de bonne grâce. Mais, en 1459, ils refusent de payer pour Antoinette, déclarant que rien ne les y oblige. S'ils y avaient consenti auparavant, c'était par « manière de don et libéralité, sans aucunement préjudicier à leurs franchises et immunités ». Ils font ainsi référence à la charte antérieure, laquelle leur octroyait une franchise.

### Le conflit s’envenime
Devant ce refus, Guy de Chauvigny cède la créance à son fils, qui menace les habitants d'une saisie de leurs biens. Mais ceux-ci persistent dans leur refus. Un premier procès est intenté, devant la chambre des requêtes du Palais à Paris. Des mesures de rétorsion sont prises, des gages saisis. Les choses s'enveniment. D'autres procès sont intentés, de part et d'autre, devant diverses juridictions : un procès devant le sénéchal du Berry (ou son lieutenant à Issoudun), et un autre devant le bailli royal de Saint-Pierre-le-Moutier (ou son lieutenant à Sancoins).

### Appel à transaction
Pour éviter les complications liées à ces procès, plusieurs voix, dont celle de Marguerite de Chauvigny, sœur de Guy, en appellent, en 1462, à des négociations. Des entrevues ont lieu entre Guy de Chauvigny, le seigneur,  et les bourgeois de la ville réunis en assemblée. À l'époque, La Châtre n'a pas encore de représentant susceptible de parler au nom des habitants. 

### La transaction
La transaction donne raison aux habitants de La Châtre en ce qui concerne la taxe aux quatre cas. Ils en sont libérés moyennant une compensation de 500 écus d'or. D'autres compromis sont évoqués dans la charte : la contribution de 10 sols et d'une géline, par exemple, est aménagée suivant les revenus de chacun. Par ailleurs, la restitution des biens saisis en gage est réglée. En revanche, concernant le droit de justice, le seigneur obtient gain de cause et conserve le droit, contesté par l'assemblée, de faire incarcérer des habitants en cas de crimes requérant punition corporelle.

## La charte

Blason de la famille de Chauvigny, seigneurs de La Châtre

Le 10 février 1463, la transaction est signée par Guy III de Chauvigny et par 210 habitants de La Châtre ; elle est ensuite ratifiée par le fils du seigneur, le vicomte de Brosse, et soumise à la Chambre des requêtes du Parlement de Paris qui la ratifie à son tour le 13 décembre 1463. C'est cet acte, écrit sur trois parchemins, qu'on appelle la « Grande Charte ». « Cet acte », commente Émile Chénon en parlant des habitants de La Châtre, « était, avant la Révolution, le titre de leurs franchises ; il est resté, depuis la Révolution, le principal titre de leur histoire ».
La charte mesure 1,70 mètre de haut sur 55 centimètres de large. Elle comprend 236 lignes de texte de 43 centimètres de long chacune, ce qui donne cent mètres de texte au total. La charte est malheureusement  incomplète : il manque une partie des « lettres de ratification ». Au verso, elle porte l'inscription « Titres concernans la ville de la Chastre inventoriez du 18 novembre 1765 », apposée lors de l'inventaire des archives effectué à cette date. La charte a été conservée à l'Hôtel-Dieu de La Châtre, puis au musée. Elle a été légèrement restaurée : on en a par exemple effacé les nombreuses traces de fixation. 
La charte offre un triple intérêt :
1. Elle donne des renseignements précieux, quoique indirects, sur la teneur de la charte octroyée à la ville en décembre 1217 par Guillaume de Chauvigny, document perdu.
2. Elle montre les relations qui pouvaient exister, au milieu du XVe siècle, entre le seigneur et les habitants de la châtellenie et la façon dont ces derniers s'organisaient pour traiter leurs affaires communes.
3. Elle donne les noms de 250 bourgeois de l'an 1463 et fournit ainsi à certaines familles un véritable titre de « noblesse »[7].

### Les bourgeois
La ville de La Châtre était au XVe siècle une ville de simple franchise, et non une ville de commune. Elle n'avait pas de municipalité. Pour faire valoir leurs droits, les habitants devaient demander au bailli seigneurial la permission de s'assembler « en fait de commun », et celle de nommer des procureurs, c'est-à-dire des mandataires chargés de gérer une affaire en leur nom. Dans le cas de la charte, il y avait quatre mandataires mais le document énumère le nom de l'ensemble des mandants. C'est pourquoi on y trouve quatre listes d'habitants ; certains sont communs à plusieurs listes. Émile Chénon les a comptés : 92 noms pour la première liste, 9 noms, dont 4 nouveaux pour la deuxième, 210 noms pour la troisième, dont 154 nouveaux, indiquant les habitants assemblés pour la transaction du 10 février, et une quatrième liste identique à la troisième. Soit un total de 250 noms.
Les prénoms des signataires se répètent fréquemment : Jehan apparaît 75 fois, Pierre 52 fois, Guillaume 15 fois. Les autres prénoms sont moins fréquents.
Chénon dresse une liste des signataires, avec parfois des commentaires détaillés. Il y a parmi eux :
- De Marcillac Pierre : selon toute vraisemblance, il s'agit du père du célèbre peintre verrier Guillaume de Marcillat.
- Droguin Jehan : la famille Droguin ou Dorguin est l'une des plus anciennes de La Châtre, encore présente aujourd'hui.
- Ragot Philippe : le nom est à l'origine de la Ragoterie.
- Tixier Mathieu : la famille Tixier comprend de nombreux notables.